# Unione degli studenti
L'Union des étudiants (UdS en italien, Unione degli studenti) est une association indépendante italienne, antifasciste, laïque, pacifiste et d'inspiration syndicale. 
Elle fait partie au niveau européen de l'OBESSU, réseau qui réunit les principaux syndicats étudiants présents en Europe. Le coordinateur national actuel est Tommaso Martelli. Actuellement avec plus de 30 000 inscrits, c'est une des associations d'étudiants les plus grandes de l'Italie.